# Chính phủ Việt Nam Dân chủ Cộng hòa 1960–1964
Chính phủ Việt Nam giai đoạn 1960-1964 còn được gọi là Chính phủ Quốc hội khóa II. Chính phủ được Quốc hội khóa II phê chuẩn, thông qua.
Chính phủ trong thời gian này tiếp tục xây dựng chủ nghĩa xã hội ở miền Bắc và chi viện cách mạng miền Nam, chống lại chính quyền Ngô Đình Diệm.

## Thành lập
Chính phủ được Thủ tướng Phạm Văn Đồng trình Quốc hội thông qua. Danh sách thành viên thuộc Chính phủ đa phần là Đảng viên thuộc Đảng Lao động Việt Nam.

## Thành viên
| Chức vụ       | Trực thuộc                                                   | Tên               | Chức vụ trong Đảng                                                         | Ghi chú khác                                        |
| ------------- | ------------------------------------------------------------ | ----------------- | -------------------------------------------------------------------------- | --------------------------------------------------- |
| Thủ tướng     | Chính phủ                                                    | Phạm Văn Đồng     | Ủy viên Bộ Chính trị                                                       |                                                     |
| Phó Thủ tướng | Chính phủ                                                    | Võ Nguyên Giáp    | Ủy viên Bộ Chính trị                                                       |                                                     |
| Phó Thủ tướng | Chính phủ                                                    | Phạm Hùng         | Ủy viên Bộ Chính trị Bí thư Ban Bí thư                                     |                                                     |
| Phó Thủ tướng | Chính phủ                                                    | Phan Kế Toại      |                                                                            |                                                     |
| Phó Thủ tướng | Chính phủ                                                    | Nguyễn Duy Trinh  | Ủy viên Bộ Chính trị                                                       |                                                     |
| Phó Thủ tướng | Chính phủ                                                    | Lê Thanh Nghị     | Ủy viên Bộ Chính trị                                                       |                                                     |
| Bộ trưởng     | Phủ Thủ tướng                                                | Nguyễn Khang      | Ủy viên Trung ương Đảng                                                    |                                                     |
| Bộ trưởng     | Bộ Nội vụ                                                    | Phan Kế Toại      |                                                                            | Đến 30/4/1963                                       |
| Bộ trưởng     | Bộ Nội vụ                                                    | Ung Văn Khiêm     | Ủy viên Trung ương Đảng                                                    | Từ 30/4/1963                                        |
| Bộ trưởng     | Bộ Ngoại giao                                                | Phạm Văn Đồng     | Ủy viên Bộ Chính trị                                                       | Thủ tướng kiêm chức đến 2/1961                      |
| Bộ trưởng     | Bộ Ngoại giao                                                | Ung Văn Khiêm     | Ủy viên Trung ương Đảng                                                    | Từ 2/1961 đến 30/4/1963                             |
| Bộ trưởng     | Bộ Ngoại giao                                                | Xuân Thủy         | Ủy viên Trung ương Đảng                                                    | Từ 30/4/1963                                        |
| Bộ trưởng     | Bộ Quốc phòng                                                | Võ Nguyên Giáp    | Ủy viên Bộ Chính trị                                                       |                                                     |
| Bộ trưởng     | Bộ Công an                                                   | Trần Quốc Hoàn    | Ủy viên Bộ Chính trị dự khuyết                                             |                                                     |
| Bộ trưởng     | Bộ Nông nghiệp                                               | Nghiêm Xuân Yêm   |                                                                            | Đến 1/1963                                          |
| Bộ trưởng     | Bộ Nông nghiệp                                               | Dương Quốc Chính  |                                                                            | Từ 1/1963                                           |
| Bộ trưởng     | Bộ Nông trường                                               | Trần Hữu Dực      | Ủy viên Trung ương Đảng                                                    | Đến 1/1963                                          |
| Bộ trưởng     | Bộ Nông trường                                               | Nghiêm Xuân Yêm   |                                                                            | Từ 1/1963                                           |
| Bộ trưởng     | Bộ Thủy lợi và Điện lực                                      | Dương Quốc Chính  |                                                                            | Đến 1/1963                                          |
| Bộ trưởng     | Bộ Thủy lợi và Điện lực                                      | Hà Kế Tấn         | Ủy viên Trung ương Đảng dự khuyết                                          | Từ 1/1963                                           |
| Bộ trưởng     | Bộ Công nghiệp nặng                                          | Nguyễn Văn Trân   | Ủy viên Trung ương Đảng Bí thư Ban Bí thư                                  |                                                     |
| Bộ trưởng     | Bộ Công nghiệp nhẹ                                           | Kha Vạng Cân      |                                                                            |                                                     |
| Bộ trưởng     | Bộ Kiến trúc                                                 | Bùi Quang Tạo     | Ủy viên Trung ương Đảng                                                    |                                                     |
| Bộ trưởng     | Bộ Giao thông và Bưu điện                                    | Phan Trọng Tuệ    | Ủy viên Trung ương Đảng                                                    |                                                     |
| Bộ trưởng     | Bộ Lao động                                                  | Nguyễn Văn Tạo    |                                                                            |                                                     |
| Bộ trưởng     | Bộ Tài chính                                                 | Hoàng Anh         | Ủy viên Trung ương Đảng                                                    |                                                     |
| Bộ trưởng     | Bộ Nội thương                                                | Đỗ Mười           | Ủy viên Trung ương Đảng                                                    | Đến 1/1961                                          |
| Bộ trưởng     | Bộ Nội thương                                                | Nguyễn Thanh Bình | Ủy viên Trung ương Đảng dự khuyết                                          | Từ 2/1961 là Quyền Bộ trưởng Từ 1/1963 là Bộ trưởng |
| Bộ trưởng     | Bộ Ngoại thương                                              | Phan Anh          |                                                                            |                                                     |
| Bộ trưởng     | Bộ Văn hoá                                                   | Hoàng Minh Giám   |                                                                            |                                                     |
| Bộ trưởng     | Bộ Giáo dục                                                  | Nguyễn Văn Huyên  |                                                                            |                                                     |
| Bộ trưởng     | Bộ Y tế                                                      | Phạm Ngọc Thạch   |                                                                            |                                                     |
| Bộ trưởng     | Bộ không bộ phụ trách Phó Chủ nhiệm Ủy ban Kế hoạch Nhà nước | Lê Văn Hiến       |                                                                            |                                                     |
| Chủ nhiệm     | Văn phòng Nông nghiệp                                        | Phạm Hùng         | Ủy viên Bộ Chính trị Bí thư Ban Bí thư                                     | Đến tháng 1/1963                                    |
| Chủ nhiệm     | Văn phòng Nông nghiệp                                        | Trần Hữu Dực      | Ủy viên Trung ương Đảng                                                    | Từ tháng 1/1963                                     |
| Chủ nhiệm     | Văn phòng Công nghiệp                                        | Lê Thanh Nghị     | Ủy viên Trung ương Đảng                                                    |                                                     |
| Chủ nhiệm     | Văn phòng Tài chính-Thương nghiệp                            | Hoàng Anh         | Ủy viên Trung ương Đảng Bí thư Ban Bí thư                                  | Đến tháng 1/1963                                    |
| Chủ nhiệm     | Văn phòng Tài chính-Thương nghiệp                            | Phạm Hùng         | Ủy viên Bộ Chính trị Bí thư Ban Bí thư                                     | Từ tháng 1/1963                                     |
| Chủ nhiệm     | Văn phòng Nội chính                                          | Trần Quốc Hoàn    | Ủy viên Trung ương Đảng Ủy viên Bộ Chính trị dự khuyết                     |                                                     |
| Chủ nhiệm     | Văn phòng Văn giáo                                           | Tố Hữu            | Ủy viên Trung ương Đảng Bí thư Ban Bí thư Trưởng ban Tuyên huấn Trung ương | Đến tháng 1/1963                                    |
| Chủ nhiệm     | Văn phòng Văn giáo                                           | Lê Liêm           | Ủy viên Trung ương Đảng dự khuyết                                          | Từ tháng 1/1963                                     |
| Chủ nhiệm     | Ủy ban Kế hoạch Nhà nước                                     | Nguyễn Duy Trinh  | Ủy viên Bộ Chính trị                                                       |                                                     |
| Chủ nhiệm     | Ủy ban Khoa học Nhà nước                                     | Võ Nguyên Giáp    | Ủy viên Bộ Chính trị                                                       | Phó Thủ tướng kiêm chức đến 1/1963                  |
| Chủ nhiệm     | Ủy ban Khoa học Nhà nước                                     | Nguyễn Duy Trinh  | Ủy viên Bộ Chính trị                                                       | Phó Thủ tướng kiêm chức từ 1/1963                   |
| Chủ nhiệm     | Ủy ban Dân tộc                                               | Lê Quảng Ba       | Ủy viên Trung ương Đảng                                                    |                                                     |
| Chủ nhiệm     | Ủy ban Thanh tra Chính phủ                                   | Nguyễn Lương Bằng | Ủy viên Trung ương Đảng                                                    |                                                     |
| Chủ nhiệm     | Ủy ban Thống nhất                                            | Nguyễn Văn Vịnh   | Ủy viên Trung ương Đảng dự khuyết                                          |                                                     |
| Chủ nhiệm     | Ủy ban Kiến thiết cơ bản Nhà nước                            | Lê Thanh Nghị     | Ủy viên Trung ương Đảng                                                    |                                                     |
| Tổng giám đốc | Ngân hàng Nhà nước Việt Nam                                  | Lê Viết Lượng     |                                                                            | Đến 01/1963                                         |
| Tổng giám đốc | Ngân hàng Nhà nước Việt Nam                                  | Tạ Hoàng Cơ       |                                                                            | Quyền Tổng Giám đốc từ 1/1963                       |